# Soul blues
Soul blues – podgatunek muzyki bluesowej powstały w latach 60. XX wieku będący połączeniem muzyki klasycznego electric bluesa, soulu oraz muzyki gospel. Jednym z pionierów tego gatunku był Bobby Bland, a jego piosenka The Thrill Is Gone stała się z czasem sztandarowym utworem soul bluesa. Innymi przedstawicielami tego podgatunku to ZZ Hill, Otis Clay, Latimore, Little Milton, Johnny Adams, Solomon Burke, Wilson Pickett, Bobby Rush oraz Johnnie Taylor. Największa popularność gatunku przypada na lata 80. XX wieku, a jej głównymi odbiorcami była ludność afroamerykańska.